# Alojz Gradnik
Alojz Gradnik (Medana, 3 agosto 1882 – Lubiana, 14 luglio 1967) è stato un poeta sloveno.
Viene ritenuto dalla critica letteraria il più importante poeta sloveno della prima metà del Novecento.  tra le sue opere si ricordano le raccolte Stelle cadenti (1916), Scale d'oro (1940) e Poesie (1962). Fu anche traduttore, come testimonia l'antologia "Lirica italiana".

## Biografia
Figlio di madre friulana e di padre sloveno, dopo qualche lavoro di esordio non particolarmente riuscito, con le liriche Il roseto (1908),  L'amore dopo la morte (1909) e Il matrimonio (1909), manifestò temi e contenuti originali, caratteristici del suo animo e della sua spiritualità: l'eternità dell'amore, che oltrepassa la morte ed è fonte non di felicità o di dolore, ma di sacrificio e di ragione d'essere.
Nelle opere Motivi di Brdo e Motivi dell'Istria, lo scrittore introdusse altri elementi come i problemi sociali e nazionali, mentre in Lettere (1919) emerse la componente sensuale, parzialmente offuscata dall'opera Eros-Thanatos (1922), nella quale l'autore identificò l'amore con la morte. In Canti di un vecchio profugo (1922) affrontò le disavventure belliche della prima guerra mondiale, legate al destino della sua patria.
Dopo aver approfondito i motivi dell'amore-sofferenza e dell'amore-sopravvivenza, Gradnik si soffermò sulla vita agreste, analizzando i segreti dell'esistenza, come la resurrezione dei contadini, anticipata e simboleggiata dal loro forte legame con la terra, sia da vivi sia da morti.
Ai tempi della seconda guerra mondiale inevitabilmente i lavori di Gradnik furono influenzati dalle tragedie belliche, anche se non mancarono nelle sue strofe speranze per un futuro più pacifico.
Nel 1954 curò un'edizione slovena delle canzoni di Francesco Petrarca.